# Paolo Boi
Paolo Boi (* 1528, Syrakusy – † 1598, Neapol) byl italský šachový mistr, básník, voják a námořník.
Paolo Boi, známý také pod přezdívkou Il Siracusano, byl jedním z nejsilnějších hráčů konce 16. století. Roku 1549 vyhrál šachový zápas s papežem Pavlem III.,který mu poté nabídl hodnost kardinála, kterou však Boi odmítl.
Roku 1575 se společně s Giovannim Leonardem Di Bonou zúčastnil turnaje v Madridu, kde oba úspěšně hráli proti tamním nejsilnějším španělským mistrům jako byl Ruy López de Segura a Alfonso Cerón. Paolo Boi také oba Španěly porazil, prohrál jen s Giovannim Leonardem.
Z Madridu odjel Boi stejně jako Giovanni Leonardo do Portugalska, kde v Lisabonu rovněž porazil nejlepšího (a podle dochovaných zpráv i velmi nadutého) portugalského hráče El Murra (datum narození ani úmrtí není známo). Při plavbě do Itálie byl pak Paolo Boi zajat alžírskými piráty a prodán do tureckého otroctví. Jeho pán mu však vrátil svobodu, když mu Boi vyhrál v šachách značnou peněžní částku.
Boi zemřel za podezřelých okolností při návštěvě Neapole (možná byl otráven) a byl zde slavnostně pohřben.